# Андрія Куюнджич
Андрія Куюнджич (хорв. Andrija Kujundžić; 29 листопада 1899, Сабадка, Королівство Угорщина, Австро-Угорщина — 11 жовтня 1970, Суботиця, СФРЮ) — югославський хорватський футболіст, захисник. Учасник Олімпіади 1924 року.

## Біографія
Футболом почав займатися у 1912 році у клубі хорватської громади Сабадки «Бачка», у складі якого провів усю ігрову кар'єру. За резервну команду клубу дебютував 7 квітня 1914 року, коли його команда грала в Сомборі, а у віці 18 років дебютував у головній команді, за яку грав потім аж до завершення кар'єри гравця в 1929 році.
У складі національної збірної Югославії дебютував 28 жовтня 1921 року в товариському матчі зі збірною Чехословаччини, що проходив у Празі, в цій зустрічі його команда програла з рахунком 1:6, а вдруге і востаннє зіграв за збірну 8 червня 1922 року в товариському матчі зі збірною Румунії у Белграді, в якому його команда зазнала поразки з рахунком 1:2. Був у заявці збірної на Олімпіаді 1924 року, однак, на поле не виходив.
Під кінець кар'єри гравця в 1927 році став граючим тренером рідної «Бачки», яку потім очолював протягом 12 років на посаді тренера, а потім був і президентом клубу.
Помер Андрія Куюнджич на 70-му році життя 11 жовтня 1970 року в рідній Суботиці.